# Bo Vest Pedersen
Bo Vest Pedersen (født 14. oktober 1942) er en dansk zoologisk professor emeritus med speciale i entomologi (insekter). I 2005 påviste han den brune Læsøbis unikke egenart. Han har blandt andet været institutbestyrer på Biologisk Institut ved Københavns Universitet.

## Liv og karriere
Bo Vest Pedersen blev født i 1942. Hans far var gårdejer i Udstolpe syd for Sakskøbing på Lolland. Bo gik på Maribo Gymnasium fra 1958 til 1961, hvor han blev matematisk student. I gymnasiet delte han en levende interesse for insekter og for at opbygge en insektsamling med klassekammeraten Nils Møller Andersen, og begge skabte siden en forskerkarriere ved Københavns Universitet som entomologer.
Bo Vest Pedersen har været ansat ved Københavns Universitet siden 1971, dvs. i hele sin forskerkarriere. Han har blandt andet forsket i bier og var i 2005 den forsker, der påviste den brune Læsøbis unikke egenart. Han har været institutbestyrer på Biologisk Institut på Københavns Universitet.

## Formidling
Pedersen var blandt andet sammen med Bent Christensen og Bent Friis Theisen forfatter til den populærvidenskabelige bog Dyrenes udvikling : fra flagellat til menneske, skrevet til undervisningsbrug, oprindelig udgivet i 1997 og udsendt i en ny udgave i 2018.
Pedersen har også bidraget til Den Store Danske Encyklopædi, hvor han har skrevet en række artikler om insekter.

## Hæder
Pedersen modtog i 2002 Danmarks Biavlerforenings guldnål, der tildeles for en særlig indsats for biavlen i Danmark.